# Goldschmidsmühle
Goldschmidsmühle (inoffiziell auch: Goldschmiedsmühle, mundartlich: Goldschmidsmilə) ist ein Gemeindeteil der bayerisch-schwäbischen Großen Kreisstadt Lindau (Bodensee).

## Geografie
Der Weiler liegt circa vier Kilometer nördlich der Lindauer Insel. Die Ortschaft liegt am Rand des Naturschutzgebiets Spatzenwinkel. Westlich von Goldschmidsmühle verläuft die Bahnstrecke Buchloe–Lindau.

## Ortsname
Der Ortsname stammt vom Familiennamen Goltsmit und bedeutet Mühle der Familie Goltsmit. Um das 19. Jahrhundert wurde die Mühle auch Burkartsmühle genannt.

## Geschichte
Goldschmidsmühle wurde erstmals urkundlich im Jahr 1360 mit die múli und dz gůt den Goltsmiden erwähnt. Der Ort gehörte einst zum äußeren Gericht der Reichsstadt Lindau und später zur Gemeinde Oberreitnau, die 1976 nach Lindau eingemeindet wurde. Die Goldschmidsmühle war eine Mahlmühle an der Ach, die zum Schloss Moos in Lindau gehörte.

## Baudenkmäler
Siehe: Liste der Baudenkmäler in Goldschmidsmühle